# Emanuel Sandhu
Emanuel Sandhu (* 18. November 1980 in Toronto, Ontario) ist ein ehemaliger kanadischer Eiskunstläufer, der im Einzellauf startete.
Sandhu wurde in Toronto geboren und wuchs in Richmond Hill auf. Seine Mutter stammt aus Italien, sein Vater ist Sikh. Sandhu begann im Alter von drei Jahren mit Ballettunterricht und im Alter von acht Jahren mit dem Eiskunstlaufen. Er machte seinen Abschluss an Kanadas renommierter National Ballet School. Ein Jahr nachdem er mit dem Eiskunstlaufen begonnen hatte, wurde er von Joanne McLeod entdeckt. Sie blieb bis zu seinem Karriereende seine Trainerin.
In den Jahren 2001, 2003 und 2004 wurde Sandhu kanadischer Meister. Bei Weltmeisterschaften konnte er sich fünfmal unter den besten Zehn platzieren, sein bestes Ergebnis war der fünfte Platz bei der Weltmeisterschaft 2006 im heimischen Calgary. 2004 wurde er Vizemeister bei den Vier-Kontinente-Meisterschaften hinter seinem Landsmann Jeffrey Buttle. Kurz zuvor hatte er überraschend das Grand-Prix-Finale vor Jewgeni Pljuschtschenko gewonnen und dabei eine persönliche Rekordpunktzahl von 228,29 Punkten erreicht. Sandhu nahm zweimal an Olympischen Winterspielen teil. 2002 in Salt Lake City musste er verletzt zurückziehen, 2006 in Turin wurde er 13.

## Ergebnisse
| Meisterschaft / Jahr            | 1998  | 1999  | 2000  | 2001  | 2002  | 2003  | 2004  | 2005  | 2006  | 2007  |
| ------------------------------- | ----- | ----- | ----- | ----- | ----- | ----- | ----- | ----- | ----- | ----- |
| Olympische Winterspiele         |       |       |       |       | Z     |       |       |       | 13.   |       |
| Weltmeisterschaften             | 29.   | 18.   |       | 9.    |       | 8.    | 8.    | 7.    | 5.    | 16.   |
| Vier-Kontinente-Meisterschaften |       | 10.   | 13.   | 7.    |       | 5.    | 2.    |       |       | 9.    |
| Juniorenweltmeisterschaften     | 11.   |       |       |       |       |       |       |       |       |       |
| Kanadische Meisterschaften      | 2.    | 2.    | 2.    | 1.    | 2.    | 1.    | 1.    | 2.    | 2.    | 3.    |
| –                               |       |       |       |       |       |       |       |       |       |       |
| Grand-Prix-Wettbewerb / Saison  | 97/98 | 98/99 | 99/00 | 00/01 | 01/02 | 02/03 | 03/04 | 04/05 | 05/06 | 06/07 |
| Grand-Prix-Finale               |       |       |       |       |       |       | 1.    | 4.    | 5.    |       |
| Skate America                   |       |       |       | 4.    |       | 6.    |       |       |       |       |
| Skate Canada                    |       |       |       |       | 5.    | 2.    | 4.    | 1.    | 1.    |       |
| Cup of Russia                   |       |       |       |       |       |       |       |       |       | 5.    |
| Trophée Eric Bompard            |       | 3.    |       |       | 9.    |       |       | 3.    |       |       |
| Sparkassen Cup                  |       |       | 8.    | 6.    |       |       |       |       |       |       |
| NHK Trophy                      |       | 6.    |       |       |       |       |       |       |       |       |
| Cup of China                    |       |       |       |       |       |       | 5.    |       | 1.    | 3.    |

- Z = Zurückgezogen